# Ptenomela glauca
Ptenomela glauca är en skalbaggsart som beskrevs av Blanchard 1851. Ptenomela glauca ingår i släktet Ptenomela och familjen Rutelidae. Inga underarter finns listade i Catalogue of Life.